# Weingut Johann Ruck

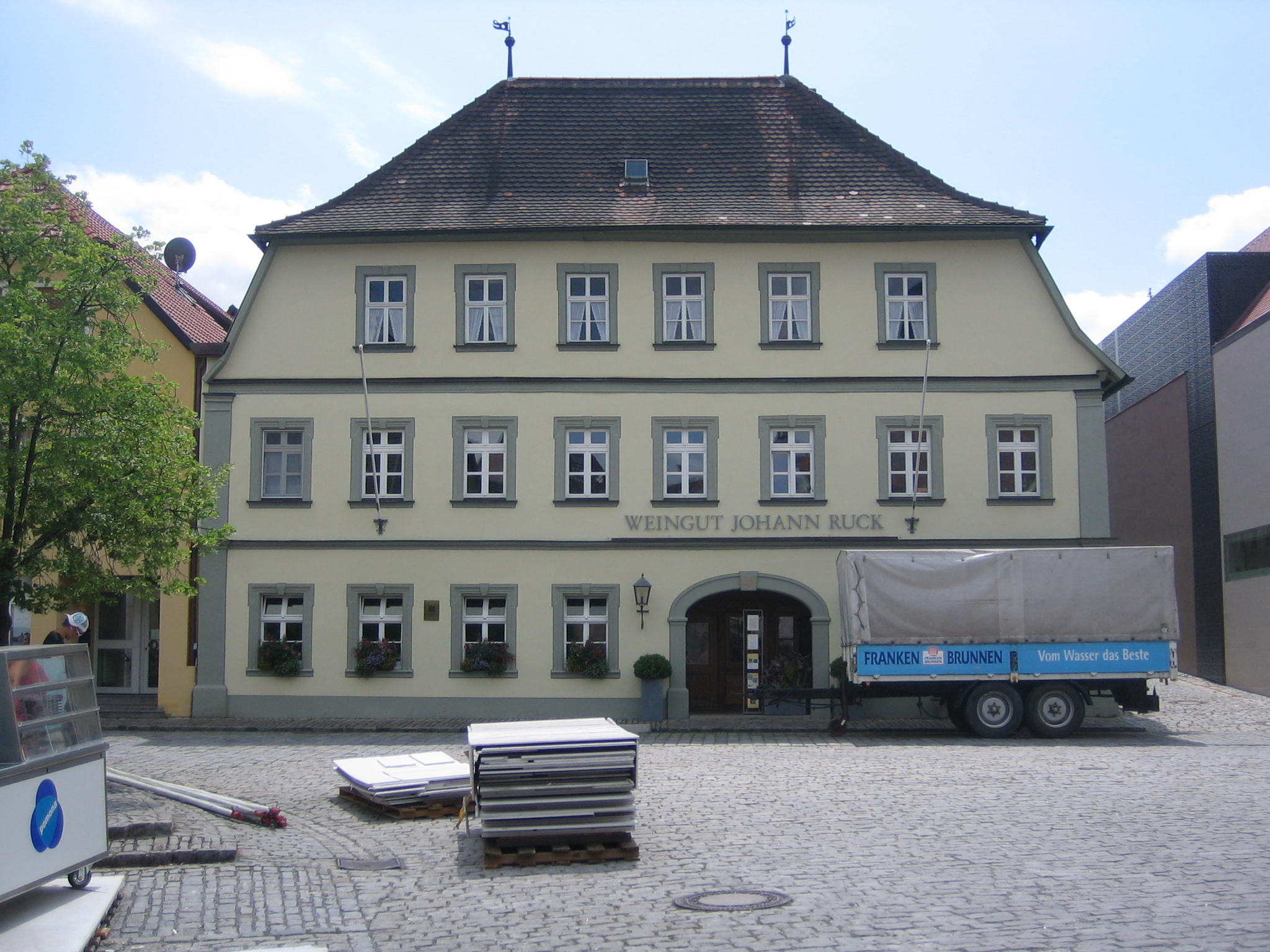
Stammhaus des Weinguts

Das Weingut Johann Ruck ist ein 1839 in Iphofen in Unterfranken gegründetes Weingut.

## Geschichte
Das Weingut wurde 1839 von Johann Balthasar Ruck gegründet. Die Familiengeschichte reicht bis ins Jahr 945 zurück.
Das Weingut verfügt über etwa 13 Hektar Rebfläche in bekannten fränkischen Lagen im Steigerwald. Die Iphöfer Weine wachsen auf Keuperboden und an Südhängen. Die Weine sind in der Regel trocken ausgebaut. Einige der Weine werden im Barrique ausgebaut und im mittelalterlichen, im 12. Jahrhundert erbauten, Keller gelagert, bis sie auf Flaschen gezogen werden. Die einfacheren Weine erhalten ihre Reifung im Edelstahltank. Es werden seit 2006 ausschließlich Stelvin-Drehverschlüsse verwendet.
Die Weine werden direkt verkauft, oder über Feinkostgeschäfte und Restaurants. Außer Wein werden hochprozentige Spirituosen und in den kälteren Monaten mit eigenen Weinen verfeinerte Pralinés aus Confiserie-Fertigung angeboten.
Das Weingut Johann Ruck ist seit 1973 Mitglied im Verband Deutscher Prädikatsweingüter (VDP), dessen Vorsitzender für das Gebiet Franken Johann Ruck 1981–1989 war und Gründungsmitglied der Winzer-Vereinigung TRIAS – eines Zusammenschlusses fünf fränkischer Winzer. Die Vereinigung strebt an, die Weine ihrem Terroir angemessen auszubauen. Es wird auf rebsortenreine Verarbeitung, selektive Handlese und gesteuerte Vergärung im Edelstahltank und im Holzfass (traditionell) geachtet.
Das Weingut ist im Weinführer des Jahres 2004 der Zeitschrift Der Feinschmecker/Weingourmet im ersten Drittel der besten 700 Weingüter Deutschlands gelistet (4 × F) und erreichte vor einigen Jahren die Aufnahme in die Liste Beste Weingüter der Welt ebenfalls im Weingourmet.

## Lagen
Die zum Weingut gehörenden Lagen heißen „Iphöfer Julius-Echter-Berg“, „Iphöfer Kronsberg“, „Iphöfer Kalb“, „Rödelseer Schwanleite“ sowie „Rödelseer Küchenmeister“.

## Sortenspiegel
- Silvaner, Riesling, Grauburgunder, Weißburgunder, Rieslaner, Traminer, Müller-Thurgau, Scheurebe, Bacchus, Spätburgunder, Domina, Sauvignon Blanc